# Grade maçonnique

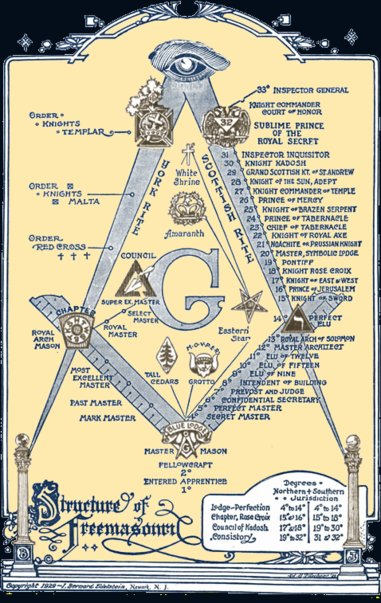
Échelle de grades maçonniques au Rite d'York (à gauche) et au Rite écossais ancien et accepté (à droite).

En franc-maçonnerie, un grade, parfois appelé degré, est conféré à un franc-maçon par des membres de sa loge qui le possèdent eux-mêmes.

## Distinction entre «grade» et «degré»
Bien que les deux termes soient très souvent confondus, y compris dans les milieux maçonniques, ils ne devraient pas idéalement avoir le même usage :
- le « grade » est conféré à un membre ;
- le « degré » désigne le niveau auquel se situe ce grade dans la hiérarchie d'un rite maçonnique donné.

Exemple : le grade maçonnique de « Chevalier Rose-Croix » est le 18e degré dans le Rite écossais ancien et accepté, le 4e ordre dans le Rite français, le 11e degré dans le Rite égyptien version 1862 et le 2e degré du 2e ordre dans le Rite opératif de Salomon.

## Les trois grades symboliques

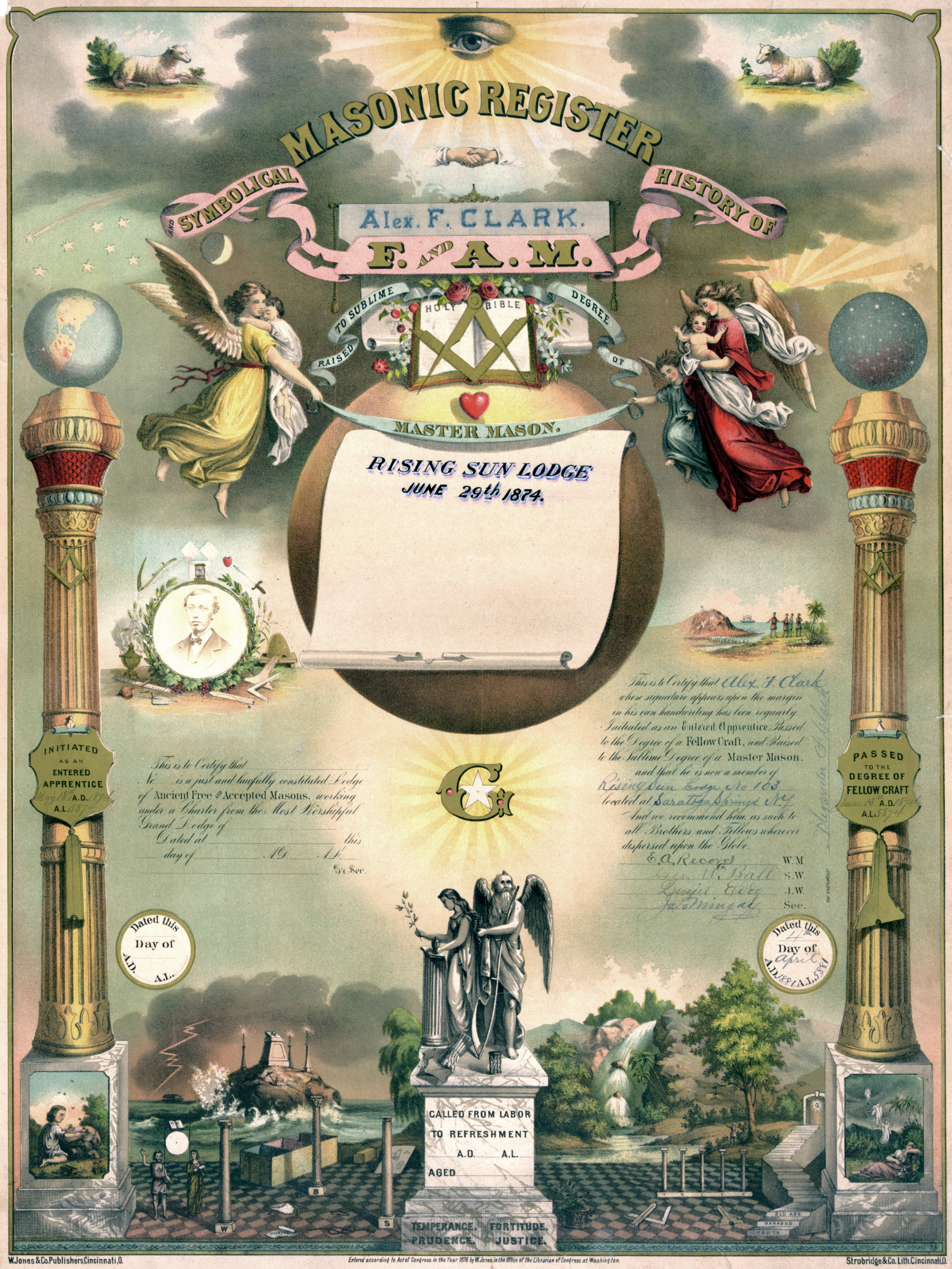
Certificat de maître maçon pour l'année 1876.

Les premières loges maçonniques ne connaissaient que deux degrés: Apprenti (Entered Apprentice) et Compagnon (Fellow Craft). Le troisième degré, celui de maître, est apparu dans les années 1730. Son origine est encore mal connue.
Ces trois premiers degrés sont également appelés grades symboliques et sont pratiqués dans les loges symboliques, parfois aussi appelées en français « loges bleues » en référence à l'usage fréquent de cette couleur dans la décoration de ce type de loge.
Plus généralement, on désigne l'ensemble de cette franc-maçonnerie fondamentale de « Craft Masonry » en anglais et de « maçonnerie bleue » en français. Son indépendance vis-à-vis des degrés facultatifs suivants est considérée comme l'une des conditions essentielle de la régularité maçonnique par la plupart des obédiences maçonniques du monde.

## «Hauts grades»
Dans le second tiers du XVIIIe siècle, en Angleterre, en France puis en Allemagne, apparurent de très nombreux nouveaux grades, nommés « hauts grades » en français et « side degrees » en anglais. Ces grades, généralement considérés comme des compléments du grade de maître, furent réorganisés dans le dernier tiers du même siècle en systèmes cohérents dénommés rites maçonniques, et qui ajoutent aux trois degrés fondamentaux plusieurs degrés supplémentaires, pour arriver à un nombre total variable selon les rites :
- Rite français : 7 degrés, dont 3 symboliques et 4 philosophiques, plus un administratif, hors de l'échelle des degrés ;
- Rite écossais ancien et accepté : 33 degrés ;
- Rite écossais rectifié : 6 degrés[2] ;
- Rites maçonniques égyptiens : 33, 90 ou 99 degrés.

Dans ces rites, les grades additionnels sont le plus souvent gérés par des organismes indépendants de ceux qui gèrent les grades symboliques. Ainsi, dans le Rite écossais ancien et accepté, les trois degrés symboliques sont habituellement régis par une « Grande Loge », indépendante du « Suprême Conseil » qui régit les grades du 4e au 33e. Dans la franc-maçonnerie américaine, cette indépendance est d'autant plus grande que le Rite écossais ancien et accepté ou le Rite écossais rectifié n'y sont pratiqués, sauf exceptions rarissimes, qu'à partir du 4e degré.
Le degré d'indépendance entre ces deux sortes d'organismes, variable selon les obédiences, les époques, les rites et les pays, est souvent mentionné dans les controverses sur la régularité maçonnique.

## «Side degrees»
Les franc-maçonneries anglaises et américaines (regroupées parfois improprement en Europe continentale sous la dénomination de « franc-maçonnerie anglo-saxonne ») pratiquent elles aussi des degrés additionnels :

### Au Royaume-Uni
Au Royaume-Uni, où le Rite émulation domine, les degrés de la « Marque » et de l'« Arche Royale » ont un statut particulier. Ainsi la maçonnerie de la Marque est un complément du grade de compagnon en Écosse.

### En Amérique du Nord
En Amérique du Nord, et particulièrement dans la franc-maçonnerie des États-Unis, qui pratique principalement le Rite d'York, les nombreux « side degrees » sont beaucoup plus indépendants encore de la franc-maçonnerie symbolique. Ils sont gérés par de multiples organismes indépendants les uns des autres dénommés « Appendant Bodies » et « Allied Masonic Organizations ». Ces degrés et les organismes qui les gèrent sont pour la plupart exclusivement américains et quasiment inconnus en dehors des États-Unis, à l'exception notable de l'Ancient Arabic Order of the Nobles of the Mystic Shrine (les Shriners).
Parmi ces multiples organismes, trois sont plus étroitement liés au rite d'York :
- General Grand Chapter: 4 degrés supplémentaires (Mark Master, Past Master, Most Excellent Master, Royal Arch) ;
- General Grand Council: 3 degrés supplémentaires (Royal Master, Select master, Super Excellent Master) ;
- Chivalric Orders: 3 degrés supplémentaires (Illustrious Order of the Red Cross, Order of Malta, Order of the Temple).

### Sources et bibliographie
- Jean-Pierre Bayard, Symbolisme maçonnique traditionnel, vol. Hauts grades et rites anglo-saxons, EDIMAF, 1981
- Paul Naudon, Histoire générale de la franc-maçonnerie, PUF, 1981, 251 p. (ISBN 2-13-037281-3)